# تينث فريم
تينث فريم (بالإنجليزية: 10th Frame)‏ ، هي لعبة فيديو من نوع لعبة رياضة البولينغ، أنتجت عام 1986م.

## وصلة خارجية
- 10th Frame على موبي غيمز
- تينث فريم في موقع World of Spectrum
- قالب:Lemon64 game